# Nodo del vero amore
Il nodo del vero amore, conosciuto anche come nodo Trifoglio o nodo Salomone, è un nodo prevalentemente decorativo, ma può anche servire per drizzare alberi provvisori su imbarcazioni a vela. Simile al nodo Incappellaggio doppio è più semplice nella sua realizzazione, ma leggermente meno robusto del suo simile, perché i colli che si creano sono più mobili. È più facile realizzarlo attorno ad un palo o ad una cima o una anella, facendola posizionare al centro del nodo.

## Usi

### Nautica
- Usato per drizzare alberi provvisori su imbarcazioni, inserendo l'albero al centro del nodo, anche se le anelli che si creano potrebbero essere meno stabili del nodo simile Incappellaggio doppio.
- Come il nodo Incapellaggio doppio può essere usato per separare le drizze o cime all'albero anche essere usato per creare tre anelli legando i baffi ad una anella o ad un palo.
- Inserendo la parte centrale in una bitta e creando così addirittura quattro anelli se si legano fra loro i baffi con nodi inglesi oppure con un nodo piano e per sicurezza due mezzi colli.
- A differenza dal suo simile è possibile crearlo più facilmente attorno a delle cime d'ormeggio, usandolo per separare ulteriori cavi che si vogliono far correre lungo linee di ormeggio, come per es. cavi elettrici e/o il tubo dell'acqua.

### Carpenteria
- Si può usare anche per issare pali, pennoni o per assicurare alberi nel o al suolo usando cime.
- Può essere usato per creare colli per tirare linee tra alberi e pali e creare linee provvisorie.

## Esecuzione
L'esecuzione è più semplice di quella del nodo Incappellaggio doppio. A differenza del nodo di Incappellaggio doppio, lo si può fare più facilmente attorno al palo.